# Amagney
 Amagney  es una población y comuna francesa, en la región de Borgoña-Franco Condado, departamento de Doubs, en el distrito de Besanzón y cantón de Marchaux.

## Demografía
| 433 | 422 | 597 | 656 | 664 | 680 | 759 |
| Para los censos de 1962 a 1999 la población legal corresponde a la población sin duplicidades (Fuente: INSEE [Consultar]) |     |     |     |     |     |     |